# Modiolus (weekdier)
Modiolus is een geslacht van weekdieren, dat fossiel bekend is vanaf het Jura. Tegenwoordig leven er van dit geslacht nog meerdere soorten.

## Beschrijving
Deze tweekleppige paardenmossel heeft een langwerpige, opgeblazen brosse schelp, waarvan de binnenkant is bekleed met een laag parelmoer. De wervel van de schelp bevindt zich tamelijk ver naar voren. De rechte slotlijn heeft een kort ligament en de verhoogde achterrand is kielvormig gewelfd. De meestal gladde ribben vertonen oppervlakkig dikwijls uitwaaierende lijntjes.

## Leefwijze
Dit in groepsverband levende geslacht bewoont ondiepe wateren, vastgehecht aan een stevig voorwerp.

## Soorten
- Modiolus aurum Osorio Ruiz, 1979
- Modiolus americanus (Leach, 1815)
- Modiolus auriculatus (Krauss, 1848)
- Modiolus areolatus (Gould, 1850)
- Modiolus barbatus (Linnaeus, 1758) (Baardmossel)
- Modiolus comptus (G.B. Sowerby III, 1915)
- Modiolus capax Conrad, 1837
- Modiolus cecillii (Philippi, 1847)
- Modiolus carvalhoi Klappenbach, 1966
- Modiolus carpenteri Soot-Ryen, 1963
- Modiolus eiseni Strong & Hertlein, 1937
- Modiolus ficoides Macsotay & Campos, 2001
- Modiolus gallicus (Dautzenberg, 1895)
- Modiolus gubernaculum (Dunker, 1856)
- Modiolus lulat (Dautzenberg, 1891)
- Modiolus modiolus (Linnaeus, 1758) (Gewone paardenmossel)
- Modiolus matris Pilsbry, 1921
- Modiolus modulaides (Röding, 1798)
- Modiolus margaritaceus (Nomura & Hatai, 1940)
- Modiolus nicklesi Ockelmann, 1983
- Modiolus nipponicus (Oyama, 1950)
- Modiolus patagonicus (d'Orbigny, 1842)
- Modiolus plumescens (Dunker, 1868)
- Modiolus peronianus Laseron, 1956
- Modiolus penetectus (Verco, 1907)
- Modiolus philippinarum (Hanley, 1843)
- Modiolus rumphii (Philippi, 1847)
- Modiolus rectus (Conrad, 1837)
- Modiolus sacculifer (Berry, 1953)
- Modiolus stultorum (Jousseaume, 1893)
- Modiolus squamosus Beauperthuy, 1967
- Modiolus traillii (Reeve, 1857)
- Modiolus tumbezensis Pilsbry & Olsson, 1935
- Modiolus verdensis Cosel, 1995